# Degermossen (sumpmark i Finland, Nyland, lat 60,45, long 25,88)
Degermossen är en sumpmark i Finland. Den ligger i Lovisa stad i landskapet Nyland, i den södra delen av landet, 60 km nordost om huvudstaden Helsingfors. 